# Patri Vergara
Patri Vergara (Embid de Ariza, província de Saragossa, 1955) és una professora de Fisiologia en la Facultat de Veterinària de la Universitat Autònoma de Barcelona. Al 2011 va ser escollida com la primera dona presidenta del Consell Internacional de Ciència dels Animals de Laboratori.
Va néixer a Embid de Ariza, Saragossa, i es va graduar com a metgessa veterinària en la Universitat de Saragossa el 1978, va obtenir un doctorat en ciències veterinàries el 1983. Al 1987 va ser nomenada Professora Titular de Fisiologia en la Universitat Autònoma de Barcelona, i el 2009 va ser nomenada Professora de Fisiologia.
Ha publicat prop de 80 assaigs investigatius en tres àrees principals: el paper de l'òxid nítric com principal neurotransmissor inhibidor a l'intestí; el paper de les hormones gastrointestinals (CCK, GLP-1) en la regulació de la motilitat gastrointestinal; i els mecanismes implicats en el desenvolupament de la malaltia inflamatòria intestinal, amb especial atenció als mastòcits.
Al 1991, Vergara, va ser nomenada per la Societat Espanyola de Ciències dels Animals de Laboratori com la seva representant científica davant el Consell Internacional de la Ciència dels Animals de Laboratori. Més tard va ser escollida per l'Assemblea General d'aquest últim consell per servir com a tresorera de 1999 a 2003 i després com la primera dona en ocupar el càrrec de Secretària General, de 2003 a 2007. Al 2011 va ser escollida primera dona Presidenta del consell.